# NGC 7543
NGC 7543 (другие обозначения — PGC 70785, UGC 12450, MCG 5-54-52, ZWG 496.65, NPM1G +28.0480, IRAS23121+2803) — галактика в созвездии Пегас.
Этот объект входит в число перечисленных в оригинальной редакции «Нового общего каталога».